# Skauti a skautky Francie
Skauti a skautky Francie (Scouts et Guides de France, SGdF) je největší skautská organisace ve Francii. Vznikla dne 1. září 2004 sloučením dvou římskokatolických skautských organisací: Guides de France (založena v roce 1923) a Scouts de France (SDF, založeno 25. července 1920). Prostřednictvím Scoutisme Français je SGdF členem jak WOSM, tak i WAGGGS.
SGdF uvádí, že jejími členy je 62 000 mladých a 14 000 dobrovolníků v 924 střediscích. Je také aktivní při obnově skautingu na Ukrajině a v Bělorusku a posílení skautingu ve Francouzské Polynésii. Národní centrum organisace je v zámku Jambville, což je 50 km severozápadně od Paříže

## Znak
Červený Jeruzalémský kříž s lilií (fleur-de-lis) byl symbolem Scouts de France. Byl navržen jezuitským otcem Jacques Sevinem, spoluzakladatelem Fédération des Scouts de France. Později byl znak používán Guides de France, ale s trojlístkem místo lilie. Znak sloučených organisací v sobě spojuje prvky obou předchůdců. Kulatý oranžový podklad připomíná lano v kruhu, které symbolizuje sílu hnutí.